# Synagoge (Imling)

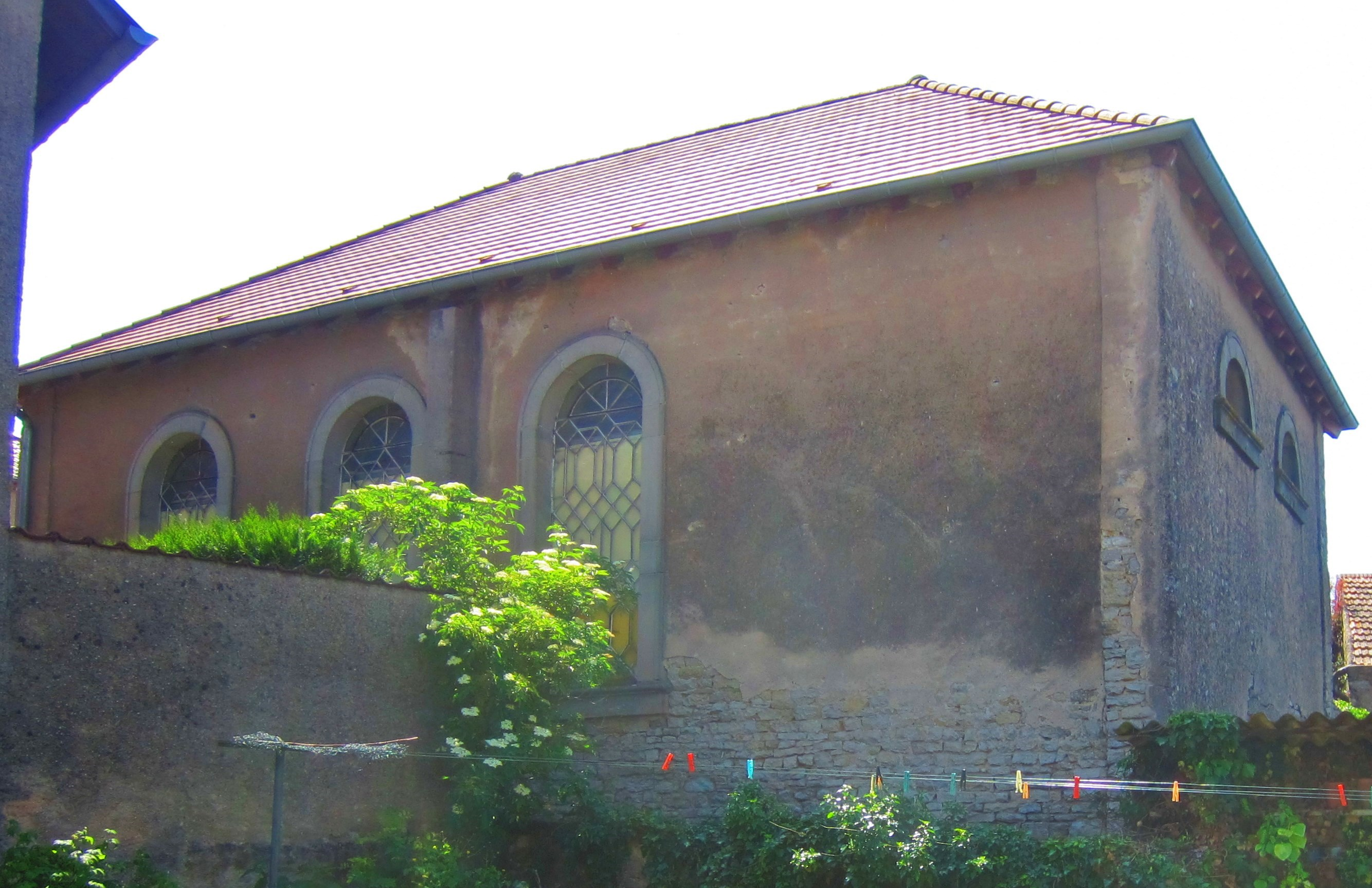
Synagoge in Imling (2013)

Die Synagoge in Imling, einer Gemeinde im Département Moselle in der französischen Region Lothringen, wurde 1846 errichtet. Die profanierte Synagoge befindet sich in der Rue de l'Église.
Die Synagoge wurde von der sich auflösenden jüdischen Gemeinde 1922 an die Gemeinde Imling verkauft und nach der Renovierung in den 1950er Jahren als Jugendhaus genutzt.